# غابرييل باوليستا
غابرييل باوليستا (بالبرتغالية: Gabriel Paulista‏) مواليد 26 نوفمبر 1990 في ساو باولو، هو لاعب كرة قدم برازيلي يلعب مع نادي آرسنال كمدافع.

## روابط خارجية
- غابرييل باوليستا على موقع الاتحاد الأوربي (الإنجليزية)
- غابرييل باوليستا على موقع اتحاد تركيا (لاعب) (الإنجليزية)
- غابرييل باوليستا على موقع قاعدة بيانات كرة القدم.إي يو (الإنجليزية)
- غابرييل باوليستا على موقع ليكيب (الفرنسية)
- غابرييل باوليستا على موقع Soccerbase.com (لاعب) (الإنجليزية)
- غابرييل باوليستا على موقع Soccerway.com (الإنجليزية)
- غابرييل باوليستا على موقع عالم كرة القدم.نت (الإنجليزية)